# Europski atletski savez
Europski atletski savez ili pokrata EAA (od engleskog naziva  European Athletic Association) europska je krovna atletska organizacija, te jedna od šest članica Međunarodne asocijacije atletskih organizacija (IAAF). U članstvo Europskog atletskog saveza ulazi 51 nacionalan atletski savez, a sjedište Saveza nalazi se u švicarskoj Lausanni na obali Ženevskog jezera. Trenutni predsjednik saveza je Norvežanin Svein Arne Hansen.
Savez je osnovan 1932. kao Europski atletski odbor, a neovisnom športskom organizacijom (neovisnom, ali odgovornom IAAF-u) proglašen je na konferenciji u Bukureštu 1969. godine. Prvi Europski atletski kongres održan je u Parizu od 6. do 8. listopada 1970., a njemu je Nizozemac Adriaan Paulen proglašen prvim predsjednikom Saveza. Od volonterske organizacije amatera i bivših atletičara, tijekom vremena postojanja, Europski atletski savez je izrastao u profesionalnu športsku, točnije, atletsku organizaciju koja je odgovorna za provođenje i održavanje svih atletskih natjecanja u Europi.

## Vanjske poveznice
- (engl.) european-athletics.org - službene stranice Europskog atletskog saveza